# Varmazān Somāq
Varmazān Somāq (persiska: ورمزان سماق, Varmazān) är en ort i Iran.   Den ligger i provinsen Kermanshah, i den nordvästra delen av landet, 400 km väster om huvudstaden Teheran. Varmazān Somāq ligger 1 800 meter över havet och antalet invånare är 680.
Terrängen runt Varmazān Somāq är lite bergig. Runt Varmazān Somāq är det ganska tätbefolkat, med 149 invånare per kvadratkilometer. Närmaste större samhälle är Kamareh Gareh, 19,8 km väster om Varmazān Somāq. Trakten runt Varmazān Somāq består till största delen av jordbruksmark.